# 5190 Fry
5190 Fry eller 1990 UR2 är en asteroid i huvudbältet som upptäcktes den 16 oktober 1990 av de båda japanska astronomerna Seiji Ueda och Hiroshi Kaneda i Kushiro. Den är uppkallad efter den brittiske författaren och komikern Stephen Fry.
Asteroiden har en diameter på ungefär 15 kilometer.